# Roman Dzwonkowski
Roman Jan Dzwonkowski (ur. 30 listopada 1930 w Dzwonku, zm. 30 grudnia 2020) – polski rzymskokatolicki duchowny, pallotyn, socjolog, profesor nauk społecznych, nauczyciel akademicki.

## Życiorys
W 1957 przyjął święcenia kapłańskie. W 1961 ukończył studia na Wydziale Filozofii Chrześcijańskiej Katolickiego Uniwersytetu Lubelskiego. W 1966 uzyskał na tej uczelni stopień doktora. W 1984 habilitował. W 2001 otrzymał tytuł naukowy profesora. Był członkiem Komitetu Badań nad Migracjami Ludności i Polonią PAN i Komisji do Badań Diaspory Polskiej PAU. Specjalizował się w historii Kościoła katolickiego w ZSRR i socjologii grup etnicznych. Został wykładowcą na KUL oraz w Wyższym Seminarium Duchownym w Ołtarzewie. Od 1994 do 2001 wykładał także w seminarium duchownym w Gródku Podolskim na Ukrainie. W 1992 wszedł w skład rady krajowej Stowarzyszenia „Wspólnota Polska”. Był publicystą m.in. Radia Maryja.
Recenzent naukowy Słownika inteligencji polskiej w ZSRS 1945–1991 pt. „Zostali na Wschodzie”. 
Zmarł 30 grudnia 2020 roku. Uroczystości pogrzebowe odbyły się 5 stycznia 2021 r. w kościele pw. Trójcy Przenajświętszej w Czerwinie, gdzie został pochowany na  miejscowym cmentarzu.

## Odznaczenia
W 2000 został odznaczony Krzyżem Kawalerskim, w 2010 Krzyżem Komandorskim, natomiast pośmiertnie w 2021 Krzyżem Komandorskim z Gwiazdą Orderu Odrodzenia Polski. W 2019 roku otrzymał od Instytutu Pamięci Narodowej nagrodę „Semper Fidelis”.

## Publikacje
- Polska opieka religijna we Francji. 1909-1939, Poznań 1988. ISBN 83-7014-079-3
- Kościół katolicki w ZSRR 1917-1939. Zarys historii, Lublin 1997. ISBN 83-86668-66-0
- Leksykon duchowieństwa polskiego represjonowanego w ZSRS 1939-1988, Lublin 2003. ISBN 83-7306-153-3
- Spotkania na Wschodzie, Warszawa 2022. ISBN 978-83-8229-385-2